# Cartago (provins)
Cartago er en provins i Costa Rica. Den ligger i de nordlig centrale dele af landet, og grænser op til provinserne Limón i øst og San José i vest. Provinsens administrationscentrum er byen Cartago. Provinsen har et areal på 3 124,61 km² og et indbyggertal på 490 903 (2011).
Provinsen Cartago er inddelt i otte kantoner.